# Afro@Digital
Afro@Digital es una película de la República Democrática del Congo del año 2002 dirigida por Balufu Bakupa-Kanyinda.

## Sinopsis
La película se pregunta cómo África, que vive inmerso en el terrorismo de la pobreza, puede incorporar la tecnología digital - no es un valor en sí mismo - para escapar de la lógica de la pobreza y del desarrollo pero asegurándose que ella no se convierta en un agente neolonialista o no la margine aún más; en síntesis, cual sería la finalidad de adaptar la tecnología  y cuál es la que nos conviene. El documental menciona el Hueso de Ishango, el instrumento de cálculo más antiguo del mundo que se conoce -anterior en 15000 años a la construcción de las Pirámides- encontrado en la región de los grandes lagos de África Central y señala que pese a la escasez de computadoras en el continente, el mayor yacimiento de coltán, un mineral usado en la mayoría de los microprocesadores,está en el Congo.

## Comentarios
Paul Stoller, de la Universidad de West Chester opinó sobre el filme:

"Afro@digital es una película importante que derriba los estereotipos de primitivismo y atraso. Aunque los africanos están cada vez más conectados con las redes electrónicas del mundo ¿Están conectados en una forma que consolide y extienda las importantes tradiciones africanas?"

## Premios
AFRO@DIGITAL fue galardonada con la Mención del Jurado en el Festival Internacional de Cine Independiente de Harare, Zimbabue, 2004